# Valbondione

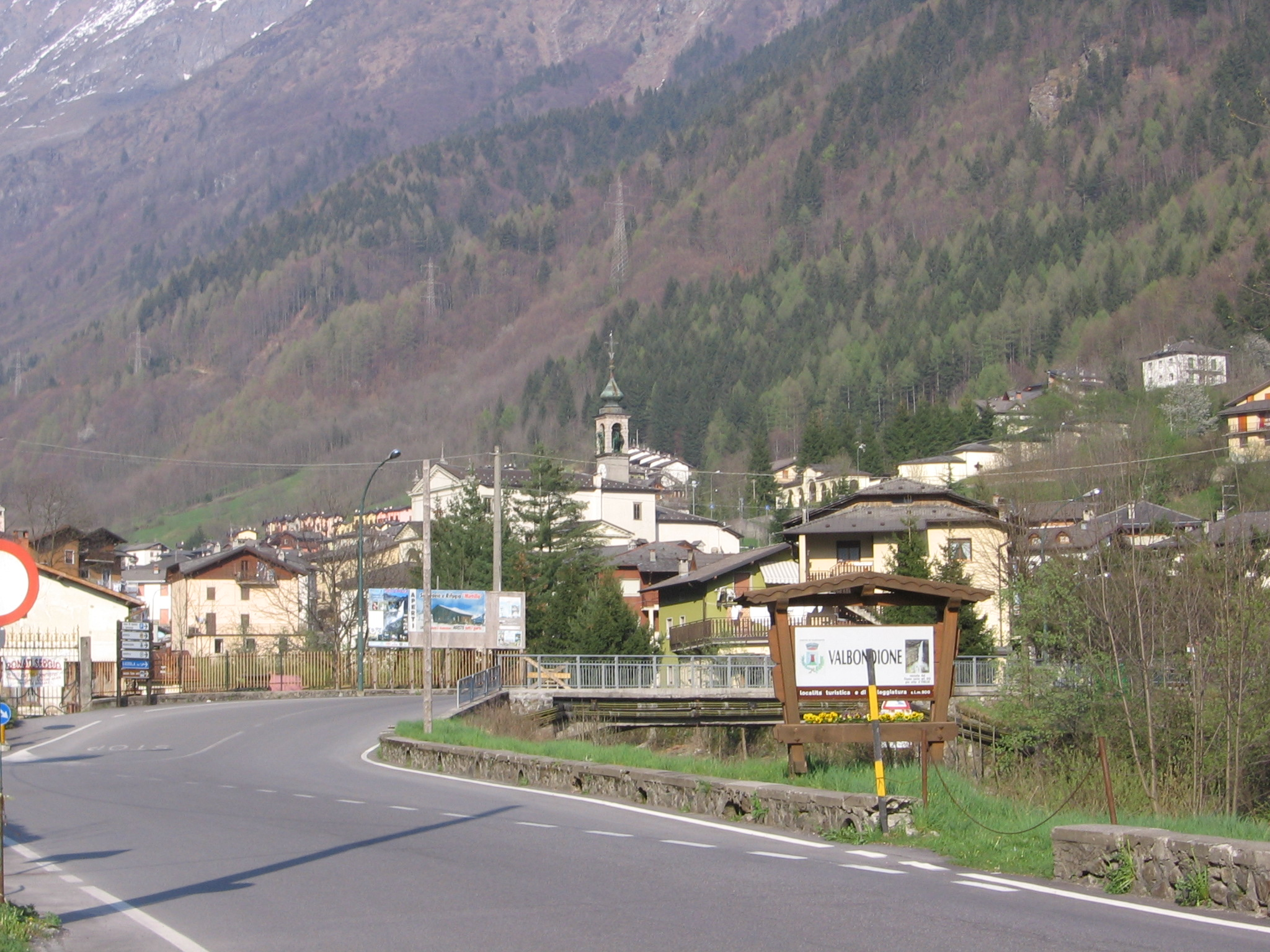
Panorama von Valbondione

Valbondione ist eine norditalienische Gemeinde (comune) mit 945 Einwohnern (Stand 31. Dezember 2023) in der Provinz Bergamo in der Lombardei. Valbondione ist zugleich die nördlichste Gemeinde der Provinz und grenzt an die Gemeinden Piateda, Ponte in Valtellina und Teglio der Provinz Sondrio. Die Gemeinde liegt inmitten der Bergamasker Alpen, sodass sich das Gemeindegebiet über Höhenzüge bis zu 3050 Meter erstreckt (z. B. Monte Torena mit 2911 m oder Punta Scais mit 3038 m).
Die Gemeinde liegt etwa 52 Kilometer nördlich der Provinzhauptstadt Bergamo.
Die Gebirgsbäche Bondione (als Namensgeber der Gemeinde) und Nero speisen den Serio, sodass die Gemeinde zu den höhergelegenen Gebietskörperschaften im Valle Seriana gehört. 1927 wurde die Gemeinde aus den heutigen Ortsteilen Lizzola, Bondione und Fiumenero gebildet.

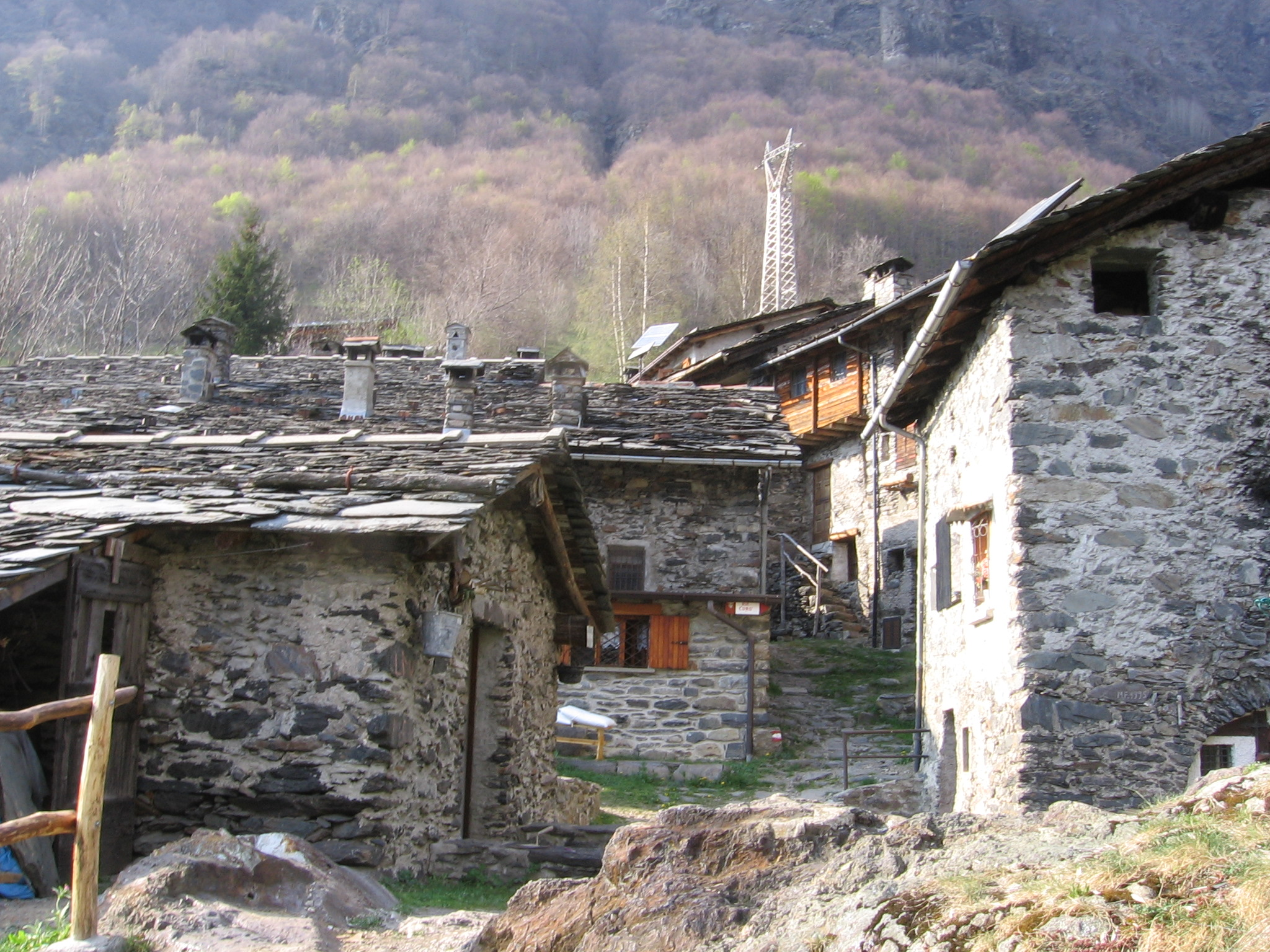
Borgo di Maslana

Sehenswert ist auch der Wasserfall des Serio im Gemeindegebiet. 

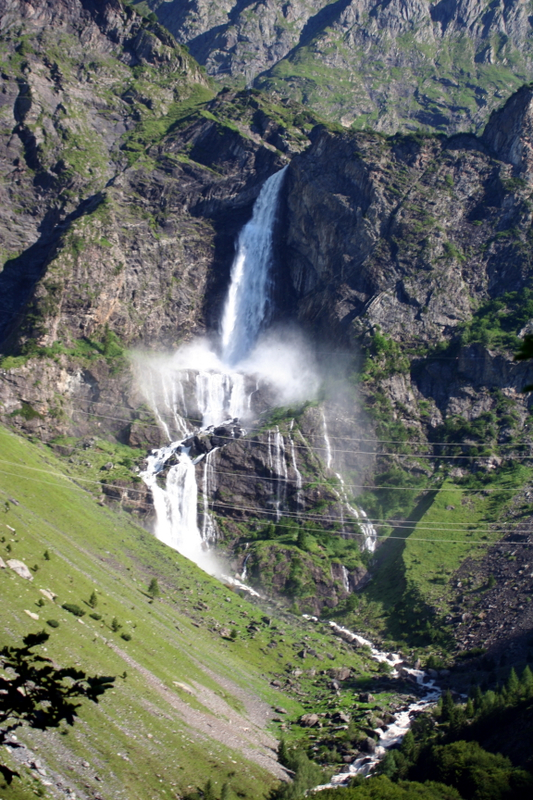
Wasserfall des Serio

Nicht weit von hier liegt auch der Lago del Barbellino.